# Planejamento e design de rede
Planejamento e design de rede é um processo iterativo, abrangendo o projeto topológico, a síntese e a realização de(a) rede e visa garantir que uma nova rede de telecomunicações ou serviço atende às necessidades do assinante e da operadora.
O processo pode ser adaptado de acordo com cada nova rede ou serviço.

## Metodologia de planejamento de rede
Uma metodologia de planejamento de rede tradicional no contexto de decisões de negócios envolve cinco camadas de planejamento, a saber:
- Necessidade de avaliação e avaliação de recursos,
- planejamento de rede de curto prazo,
- recurso de TI,
- planejamento de rede de longo e médio prazo,
- operações e manutenção.[1]

Cada uma dessas camadas incorpora planos para horizontes de tempo diferentes, ou seja, a camada de planejamento de negócios determina o planejamento que a operadora deve realizar para garantir que a rede terá o desempenho necessário para sua vida útil pretendida. A camada de operações e manutenção, entretanto, examina como a rede funcionará no dia-a-dia.
O processo de planejamento da rede começa com a aquisição de informações externas. Isso inclui:
- previsões de como a nova rede/serviço irá operar,
- as informações econômicas relativas aos custos e
- os detalhes técnicos das capacidades da rede.[1][2]

O planejamento de uma nova rede/serviço envolve a implementação do novo sistema nas primeiras quatro camadas do modelo de referência OSI. As opções devem ser feitas para os protocolos e tecnologias de transmissão.
O processo de planejamento da rede envolve três etapas principais:
- Projeto topológico: Este estágio envolve determinar onde colocar os componentes e como conectá-los. Os métodos de otimização (topológica) que podem ser usados neste estágio vêm de uma área da matemática chamada teoria dos grafos. Esses métodos envolvem a determinação dos custos de transmissão e de comutação e, assim, a determinação da matriz de conexão e localização ideais de comutadores e concentradores.[1]
- Síntese de rede: Este estágio envolve a determinação do tamanho dos componentes usados, sujeito à critérios de desempenho (como o grau de serviço (GOS). O método usado é conhecido como "otimização não linear" e envolve determinar a topologia, o GoS necessário, o custo de transmissão, etc., e usar essas informações para calcular um plano de roteamento e o tamanho dos componentes.[1]
- Realização da rede: Este estágio envolve determinar como atender aos requisitos de capacidade e garantir a confiabilidade na rede. O método usado é conhecido como "otimização de fluxo multicommodity" e envolve a determinação de todas as informações relacionadas à demanda, custos e confiabilidade e, em seguida, o uso dessas informações para calcular um plano de circuito físico real.[1]

Essas etapas são executadas iterativamente em paralelo umas com as outras.

## O papel da previsão
Durante o processo de planejamento e projeto da rede, são feitas estimativas de intensidade de tráfego e carga de tráfego esperados que a rede deve suportar. Se já existe uma rede de natureza semelhante, medições de tráfego de tal rede pode ser usado para calcular a carga de tráfego exata. Se não houver redes semelhantes, o planejador da rede deve usar métodos de previsão de telecomunicações para estimar a intensidade de tráfego esperada.
O processo de previsão envolve várias etapas:
- Definição de um problema,
- aquisição de dados,
- escolha do método de previsão,
- análise/previsão,
- documentação e análise de resultados.

## Dimensionamento
O dimensionamento de uma nova rede determina os requisitos mínimos de capacidade que ainda permitirão que os requisitos do grau de serviço (GoS) sejam atendidos. Para fazer isso, o dimensionamento envolve o planejamento do tráfego no horário de pico, ou seja, aquela hora do dia em que a intensidade do tráfego está em seu pico.
O processo de dimensionamento envolve determinar a topologia da rede, o plano de roteamento, o tráfego matriz, os requisitos de GoS e usar essas informações para determinar a capacidade máxima de atendimento de chamadas dos comutadores (switches) e o número máximo de canais necessários entre os mesmos. Este processo requer um modelo complexo que simula o comportamento do equipamento da rede e dos protocolos de roteamento.
Uma regra de dimensionamento é que o planejador deve garantir que a carga de tráfego nunca se aproxime de 100 por cento. Para calcular o dimensionamento correto para cumprir a regra acima, o planejador deve fazer medições contínuas do tráfego da rede e manter e atualizar continuamente os recursos para atender aos requisitos de mudança. Outra razão para o superprovisionamento é ter certeza de que o tráfego pode ser redirecionado no caso de ocorrer uma falha na rede.
Devido à complexidade do dimensionamento da rede, isso geralmente é feito usando ferramentas de software especializadas. Enquanto os pesquisadores normalmente desenvolvem software customizado para estudar um problema específico, os operadores de rede normalmente usam software de planejamento de rede comercial.

## Engenharia de tráfego
Em comparação com a engenharia de rede, que adiciona recursos como links, roteadores e switches à rede, a engenharia de tráfego visa alterar os caminhos de tráfego na rede existente para aliviar o congestionamento de tráfego ou acomodar mais demanda de tráfego.
Essa tecnologia é crítica quando o custo de expansão da rede é proibitivamente alto e a carga da rede não está balanceada de maneira ideal. A primeira parte fornece motivação financeira para a engenharia de tráfego, enquanto a segunda parte concede a possibilidade de implantação dessa tecnologia.

## Sobrevivência
A capacidade de sobrevivência da rede permite que ela mantenha a conectividade de rede máxima e a qualidade do serviço em condições de falha. Tem sido um dos requisitos críticos no planejamento e projeto de rede. Envolve requisitos de projeto em topologia, protocolo, alocação de largura de banda, etc. O requisito de topologia pode ser a manutenção de uma rede mínima de duas conexões contra qualquer falha de um único link ou nó. Os requisitos de protocolo incluem o uso de um protocolo de roteamento dinâmico para redirecionar o tráfego contra a dinâmica da rede durante a transição do dimensionamento da rede ou falhas de equipamento. Os requisitos de alocação de largura de banda proativamente alocam largura de banda extra para evitar perda de tráfego em condições de falha. Este tópico tem sido estudado ativamente em conferências, como o workshop internacional sobre design de redes de comunicação confiáveis (DRCN).

## Design de rede baseado em dados
Mais recentemente, com o crescente papel das tecnologias de inteligência artificial na engenharia, foi proposta a ideia de usar dados para criar modelos baseados em dados de redes existentes. Ao analisar grandes dados de rede, também os comportamentos menos desejados que podem ocorrer em redes do mundo real podem ser compreendidos, contornados e evitados em projetos futuros.
Tanto o projeto quanto o gerenciamento de sistemas em rede podem ser aprimorados pelo paradigma baseado em dados. Os modelos baseados em dados também podem ser usados em várias fases do ciclo de vida de gerenciamento de serviço e rede, como instanciação de serviço, fornecimento de serviço, otimização, monitoramento e diagnóstico.

## Ferramentas
Há uma grande variedade de ferramentas disponíveis para planejamento e projeto de rede, dependendo das tecnologias utilizadas. Essas incluem:
- OPNET
- NetSim